# فرد بيري (ممثل)
فرد بيري (بالإنجليزية: Fred Berry) هو ممثل أمريكي، ولد في 19 مارس 1951 بسانت لويس في الولايات المتحدة، وتوفي في 21 أكتوبر 2003 بلوس أنجلوس في الولايات المتحدة بسبب سكتة.

## وصلات خارجية
- فرد بيري على موقع IMDb (الإنجليزية)
- فرد بيري على موقع أول موفي (الإنجليزية)
- فرد بيري على موقع قاعدة بيانات الأفلام السويدية (السويدية)
- فرد بيري على موقع إن إن دي بي (الإنجليزية)
- فرد بيري على موقع قاعدة بيانات الفيلم (الإنجليزية)
- فرد بيري على موقع كينوبويسك (الروسية)